# Stadion S23
Stadion S23 je moped s jednoválcovým dvoudobým motorem zdvihového objemu 50 cm³. Byl vyráběn na export v letech 1962-1965. Bylo vyrobeno jen 2011 kusů. Od typu S22 se na první pohled odlišoval umístěním nádrže. Výkon motoru byl 0,8-2,4 koní podle požadavku zákazníka.

## Technické parametry

### Motor
- rozvod pístem

### Rám
- trubkový ocelový

#### Rozměry a hmotnosti
- Pohotovostní hmotnost
- Suchá hmotnost 48 kg

### Výkony
- Maximální rychlost 30-70 km/h
- Průměrná spotřeba paliva